# Pothos laurifolius
Pothos laurifolius är en kallaväxtart som beskrevs av Peter Charles Boyce och Alistair Hay. Pothos laurifolius ingår i släktet Pothos och familjen kallaväxter. Inga underarter finns listade.